# Morales de Toro
Morales de Toro ist ein nordspanischer Ort und eine Gemeinde (municipio) mit 919 Einwohnern (Stand: 2024) im Osten der Provinz Zamora der Autonomen Gemeinschaft Kastilien-León.

## Lage
Der Ort Morales de Toro am Río Bajoz liegt in der kastilischen Hochebene an der Verbindungsstraße zwischen Tordesillas und Zamora in einer Höhe von etwa 700 m ü. d. M. Die Provinzhauptstadt Zamora befindet sich gut 41 km (Fahrtstrecke) westlich; die Kleinstadt Toro, der Hauptort der Comarca, ist nur 8 km in westlicher Richtung entfernt. Das Klima im Winter ist durchaus kalt, im Sommer dagegen warm bis heiß; die spärlichen Regenfälle (ca. 370 mm/Jahr) fallen verteilt übers ganze Jahr.

## Bevölkerungsentwicklung
| Jahr      | 1857  | 1900  | 1950  | 2000  | 2016  |
| Einwohner | 1.406 | 1.772 | 2.093 | 1.082 | 1.008 |

Der deutliche Bevölkerungsrückgang in der zweiten Hälfte des 20. Jahrhunderts ist im Wesentlichen auf die Mechanisierung der Landwirtschaft und den damit einhergehenden Verlust von Arbeitsplätzen zurückzuführen.

## Wirtschaft
Die auf den fruchtbaren Lehm- und Lössböden der Tierra de Toro betriebene Feldwirtschaft, zu der auch der Weinbau gehörte, und die Haltung von Kleinvieh (v. a. Hühner) bildeten jahrhundertelang die Lebensgrundlage der als Selbstversorger lebenden Bevölkerung der Region; Pferde und Esel wurden als Zug- und Tragtiere gehalten. Seit dem Mittelalter entwickelten sich auch Handwerk, Kleinhandel und Dienstleistungsbetriebe aller Art. Heute ist die Gemeinde eines der Zentren des Weinanbaus und der Weinproduktion in der Provinz Zamora.

## Geschichte
In vorrömischer Zeit gehörte die Region zum Siedlungsgebiet des keltischen Volksstamms der Vaccäer; später kamen Römer und Westgoten und im 8. Jahrhundert wurde das Gebiet von den Mauren überrannt – alle vier Kulturen haben jedoch in dem ehemals möglicherweise bewaldeten Gebiet nur wenige archäologisch verwertbaren Spuren hinterlassen. Bereits im 9. Jahrhundert eroberten asturisch-leonesische Heere die Gebiete nördlich des Duero zurück (reconquista). Ende des 10. Jahrhunderts machte der maurische Heerführer Almansor die christlichen Erfolge vorübergehend wieder zunichte, aber im 11. Jahrhundert dehnte das Königreich León sein Herrschaftsgebiet erneut bis zur Duero-Grenze aus. Die Region wurde wiederbesiedelt (repoblación). Nach vorangegangenen Versuchen vereinigte sich León im Jahr 1230 endgültig mit dem Königreich Kastilien, doch kam es auch in der Folgezeit immer wieder zu Auseinandersetzungen. Seine Blütezeit erlebte der Ort im ausgehenden Mittelalter und in der frühen Neuzeit.

## Sehenswürdigkeiten
- Die Iglesia de San Juan ist ein aus Hau- und Ziegelsteinen errichteter Bau des 16. Jahrhunderts mit einem Glockenturm. Der barocke Hochaltar stammt aus dem 17. Jahrhundert.
- Die dreischiffige Iglesia de San Salvador wurde etwas früher erbaut hat einen imposanten Glockengiebel. Im Innern befindet sich ein Altarretabel aus der Zeit um 1540.